# Pseudindalmus sumatrensis
Pseudindalmus sumatrensis is een keversoort uit de familie zwamkevers (Endomychidae). De wetenschappelijke naam van de soort werd in 2001 gepubliceerd door Tomaszewska.